# Atac a Charleroi de 2016

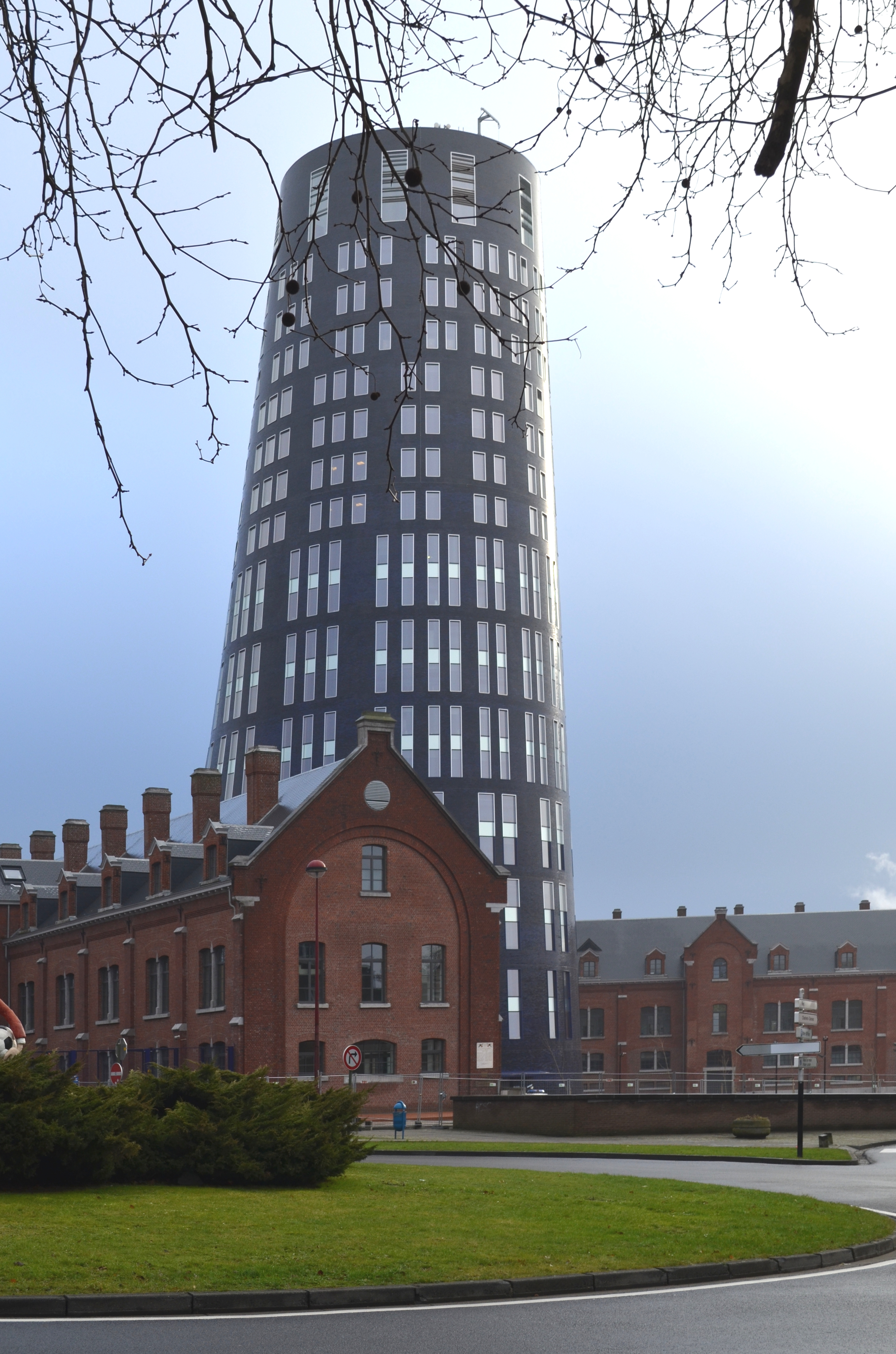
Policia de Charleroi

El 6 Agost de 2016, un home va atacar dues policies amb un matxet a Charleroi, Bèlgica, abans que fos abatut per un altre agent policial. L'atacant va cridar "Al·lahu àkbar" durant l'atac. El Primer ministre Charles Michel va dir que l'incident podria ser un atac terrorista, fent-lo el primer atac terrorista dins de Bèlgica des dels atemptats de Brussel·les del mes de març. L'Estat islàmic ha reclamat la responsabilitat dels fets. L'atacant era un home algerià de 33 anys que tenia antecedents criminals. Havia viscut a Bèlgica il·legalment des de 2012 fins que va ser abatut.

## Atac
Segons els informes de la policia i els investigadors belgues, l'atac va començar poc abans de les 4 p.m., quan el perpetrador es va apropar a dos agents de guàrdia en el punt de control davant de la seu policial, immediatament va treure un matxet de la bossa d'esports que portava i el va balancejar violentament colpejant els caps dels agents mentre cridava Al·lahu-àkbar. Un tercer agent que es trobava a prop dels fets va abatre l'assaltant.

## Perpetrador
Les autoritats belgues van difondre les inicials del perpetrador, K.B., però no van donar el seu nom.
S'havien emès dues ordres de deportació contra el perpetrador, però no s'havien executat perquè Algèria i Bèlgica no tenen cap acord diplomàtic pel que els ciutadans algerians puguin ser retornats a Algèria contra la seva voluntat. El perpetrador no havia passat a custòdia policial perquè Bèlgica té menys espai en les instal·lacions de detenció segura, que el nombre d'individus per als qui han estat emeses ordres de deportació.

## Investigació
El Ministre d'interior Jan Jambon va declarar que l'OCAM (Òrgan per Coordinació i Anàlisi d'Amenaces) està avaluant l'atac "per poder determinar si es tracta d'un acte de terrorisme." La seu d'un "allotjament social" (allotjament proporcionat pel govern), va ser visitada per la policia el vespre del dia de l'atac, continuant les indagacions l'endemà, per part d'una unitat d'investigació i d'una unitat d'artificiers de la policia federal. Le Soir va informar que un familiar de l'algerià vivia a la residència.